# Alfredo Despaigne
Alfredo Despaigne (17 de junho de 1986) é um jogador de beisebol cubano.

## Carreira
Alfredo Despaigne conquistou uma medalha de prata nos Jogos Olímpicos de 2008.